# Izravni sustav preslovljavanja bugarske ćirilice
Izravni sustav preslovljavanja bugarske ćirilice (engleski, Streamlined System; bugarski, Обтекаема система) napravio je Ljubomir Ivanov u Matematičkog instituta Bugarske akademije znanosti 1995. godine.
U hrvatskom se pravopisu primjenjuje hrvatski način preslovljavanja bugarske ćirilice.
Ovaj sustav se rabi u Bugarskoj za osobna imena i zemljopisne nazive od 2000. i 2006, a 2009. godine postao je osnova posebnog bugarskog Zakona o preslovljavanju:
| А A | Б B | В V  | Г G  | Д D  | Е E   | Ж ZH | З Z | И I  | Й Y  |
| К K | Л L | М M  | Н N  | О O  | П P   | Р R  | С S | Т T  | У U  |
| Ф F | Х H | Ц TS | Ч CH | Ш SH | Щ SHT | Ъ A  | Ь Y | Ю YU | Я YA |

Izravni sustav usvojio je UN u 2012. godini, i je službenim sustavom u SAD-u kao i u Ujedinjenom Kraljevstvu od 2013. godine. Ivanov sugerira njegov pristup transliteracija koristiti i za druge ćirilične pisma, osobito ruske abecede.
Ovaj sustav je sličan starom sustavu BGN/PCGN od 1952. godine za romaniziranje tekstova na bugarskoj ćirilici koji, međutim, preslovljava ćirilićna slova Х, Ь i Ъ kao KH, ’ (izostavnik) i Ŭ, dok izravni sustav rabi H, Y i A u tu svrhu.
Iznimke:
1.  Autentičan latinski pravopis imena nebugarskog porekla ima prvenstva (na primjer, James Bourchier, Émile de Laveleye i Wellington, a nikako Dzheyms Baucher, Emil dyo Lavele ili Uelingtan);
2.  U 2006. godini je službeno prihvaćeno da se ИЯ na kraj riječi preslovljava kao IA umjesto IYA.
U „Novom rječniku pravopisa bugarskog jezika” (objavlenom Institutom bugarskog jezika Bugarske akademije znanosti u 2002. godinu) predloženo bio da Izravni sustav modificirati tako da se bugarsko slovo Ъ preslovljava kao Ă, ali je korištenje diakritičkog znaka ne dobio popularnosti, pa nije ni službeno prihvaćeno.  Isto tako, nije bila prihvaćena ni ideja preslovljavanja Ц kao TZ.
Slična orijentacija na englesku preslovljavanju je promatrana kod ostalih jezika koji koriste ćirilicu, kao što su ruski i ukrajinski, pa, donekle, također i makedonski jezik.

## Ilustracija
Primjer (Članka 1. Opće deklaracije o pravima čovjeka):
| Всички хора се раждат свободни и равни по достойнство и права. Те са надарени с разум и съвест и следва да се отнасят помежду си в дух на братство. |  | Vsichki hora se razhdat svobodni i ravni po dostoynstvo i prava. Te s nadareni s razum i savest i sledva da se otnasyat pomezhdu si v duh na bratstvo. |

## Reverzibilna varijanta
Sustav nije reverzibilan, jer su А, Ж, Й, Ц, Ш, Щ, Ю, Я transliterirani na isti način kao i respektivno Ъ, ЗХ, Ь, ТС, СХ, ШТ, ЙУ i ЙА.  Jednu pomoćnu, reverzibilnu varijantu izravnih sustava predložili su L. Ivanov, D. Skordev i D. Dobrev, koja da biće korištena u tim određenim događajima kade je rekonstrukcija izvornoj bugarskoj riječi biti prvenstvena.  U tome pravcu, slova i kombinacije slova Ъ, Ь, ЗХ, ЙА, ЙУ, СХ, ТС, ТШ, ТЩ, ШТ, ШЦ preslovljavani su odnosno kao `A, `Y, Z|H, Y|A, Y|U, S|H, T|S, T|SH, T|SHT, SH|T, SH|TS.

## Poveznice
- Transkripcija i transliteracija
- Bugarski jezik